# Abbas-Mustan
Abbas-Mustan – braterski duet reżyserów indyjskich  (Abbas Alibhai Burmawalla i Mastan Alibhai Burmawalla), twórców bollywoodzkich filmów – przeważnie thrillerów i filmów akcji. Często obsadzają w swoich filmach Akshaye Khanna.

## Filmografia

### Reżyser
- Wyścig 2 (Race 2, 2013)
- Mr Fraud (2008)
- Wyścig (2008)
- Naqaab (2007)
- 36 China Town (2006)
- W sieci miłości (2004)
- Taarzan: The Wonder Car (2004)
- Humraaz (2002)
- Ajnabee (2001)
- Po cichu i w sekrecie (Chori Chori Chupke Chupke, 2001)
- Król serca (1999)
- Soldier (1998)
- Daraar (1996)
- Ryzykant (1993)
- Khiladi (1992)
- Agnikaal (1990)

### Producent
- Evano Oruvan (2007)